# Da Real Thing
Da Real Thing – dwudziesty album studyjny Sizzli, jamajskiego wykonawcy muzyki reggae i dancehall.
Płyta została wydana 19 listopada 2002 roku przez nowojorską wytwórnię VP Records. Nagrania zostały zarejestrowane w Digital B Studio w Kingston. Ich produkcją zajął się Bobby "Digital" Dickson. Trzon grupy akompaniującej Sizzli stanowili muzycy riddim bandu The Fire House Crew.
7 grudnia 2002 roku album osiągnął 6. miejsce w cotygodniowym zestawieniu najlepszych albumów reggae magazynu Billboard (ogółem był notowany na liście przez 51 tygodni).
30 sierpnia 2005 roku pod nazwą Da Real Live Thing ukazała się reedycja albumu, do której dołączono płytę DVD z nagraniem występu Sizzli na koncercie z okazji 25. urodzin wytwórni VP Records.

## Lista utworów
1. "Mash Dem Down"
2. "Simplicity"
3. "Solid As A Rock"
4. "Rejoice"
5. "Thank U Mamma"
6. "Woman I Need You"
7. "Bless Up"
8. "Why Should I?"
9. "Got It Right Here"
10. "Just One of Those Days"
11. "Trod Mt. Zion"
12. "It's Amazing"
13. "She's Loving"
14. "Boom & Go Through"
15. "Touch Me" feat. Rochelle

## Twórcy

### Muzycy
- Sizzla – wokal
- Dalton Brownie – gitara
- Ian "Beezy" Coleman – gitara
- Benji Myaz – gitara, gitara basowa, keyboard
- Donald "Bassie" Dennis – gitara basowa
- Robbie Shakespeare – gitara basowa
- Christopher Meredith – gitara basowa
- Sly Dunbar – perkusja
- David Anglin – perkusja
- Bradley Brown – perkusja
- Leroy "Mafia" Heywood – gitara basowa
- Wilburn "Squidley" Cole – perkusja
- Melbourne "George Dusty" Miller – perkusja
- Paul "Wrong Move" Crossdale – instrumenty klawiszowe
- Paul "Computer Paul" Henton – instrumenty klawiszowe
- Dean Fraser – saksofon
- Ronald "Nambo" Robinson – puzon

### Personel
- Bobby "Digital" Dickson – inżynier dźwięku, miks
- Paul Shields – mastering
- Joel Chin – mastering
- Deron James – projekt okładki
- Anderson Ballentyne – zdjęcia